# Rio Branco do Ivaí
Rio Branco do Ivaí es un municipio brasileño del estado de Paraná. Posee un área de 386 km² representando el 0,1935 % del estado, 0,0684 % de la región y 0,0045 % de todo el territorio brasileño. Se localiza a una latitud 24°19'26" sur y a una longitud 51°18'46" oeste, estando a una altitud de 650. Su población estimada en 2000 era de 3.758 habitantes.

## Demografía
Datos del Censo - 2010
Población total: 3.897
- Urbana: 919
- Rural: 2.978
- Hombres: 1.962
- Mujeres: 1.935

Densidad demográfica (hab./km²):
Mortalidad infantil hasta 1 año (por mil):
Expectativa de vida (años):
Tasa de fertilidad (hijos por mujer):
Tasa de alfabetización:
Índice de Desarrollo Humano (IDH-M): 0,670
- IDH-M Salario: 0,557
- IDH-M Longevidad: 0,702
- IDH-M Educación: 0,752

## Hidrografía
Río Ivaí es el mayor río de la región, con varias naciente, siendo fortalecido por el río Branco, el cual desagua en el Ivaí, y recorre los arredores de la ciudad.